# 西丸氏
西丸氏（さいまるし）は、日本の氏族。本姓は源氏で、河内源氏の流れを汲む佐竹氏の傍流にあたる。

## 概略
西丸氏は佐竹氏の支族として栄えたが、慶長7年（1602年）に宗家の佐竹義宣が出羽国秋田に転封となった際、これに随行せず常陸国内に留まった。徳川家康の十一男・頼房が水戸藩25万石の藩主に封ぜられると、統治安定のため旧領主たる佐竹氏の係塁を取り込む意図から、元和8年（1622年）に西丸義翁へ仕官の勧めがあった。しかし義翁は老齢を理由にこれを断り、子の広則が成長した後、水戸藩に出仕することになったという。
西丸氏からは幕末の志士西丸帯刀が出ている。帯刀は磯原村（北茨城市）の旧族郷士・野口氏の出身で、大津村の郷士西丸勇五郎義則の養子となった。生家・養家とも尊王の家系で、帯刀も尊王攘夷活動に身を投じ、明治維新後は北海道開拓に従事、帰郷後に隠棲するもかつての功績により従五位に叙せられた。